# Hessenau (Marth)
Hessenau ist ein Ortsteil von Marth im Landkreis Eichsfeld in Thüringen.

## Lage
Der um eine Mühle entstandene Ortsteil liegt im Leinetal südöstlich von Marth und ungefähr sieben Kilometer westlich von Heilbad Heiligenstadt. Er befindet sich im Dreieck der neu geschaffenen Bundesstraße 80 zur Anschlussstelle der Bundesautobahn 38, der Landesstraße 3080 und der Kreisstraße 105, sowie unmittelbar an der Bahnstrecke Halle–Hann. Münden.

## Geschichte
Der im 19. Jahrhundert in der Literatur (v. Wintzingerrode-Knorr)  überlieferte Hintergrund zum Gut Hessenau verweist auf eine an gleicher Stelle zuvor entstandene Wüstung Heischehov (auch Herschehov). Dieser im Jahr 1327  erstmals urkundlich erwähnte Hof lag der ebenfalls wüst gefallenen Ortschaft Hunrode am linken Ufer der Leine am nächsten und besaß eine Mühle, die noch heute als „Hessenauer Mühle“ vorhanden ist.
Der Ortsteil Hesenau war im ausgehenden 19. Jahrhundert im Besitz der Familie Goldmann, sie hatten die kleine Gutsanlage mit Schäferei und Landarbeiterhaus bewirtschaftet. Die 1877 neu erbaute Hessenauer Mühle wurde von der Müllerfamilie Ernst August Ludwig bewohnt. Im April 1932 fand man am Mühlwehr die Leiche einer jungen Frau aus Wüstheuterode, die nach den Polizeiakten Selbstmord begangen haben soll. Im gleichen Jahr übernahm ein Herr Haverbeck den Gutshof Hessenau. Noch bis 1956 blieb die Mühle in Betrieb. Noch bis in die 1970er Jahre befand sich nahe dem Gut ein Bahnwärterhäuschen an der Halle-Kasseler Eisenbahn.